# Saison 1972-1973 de la WHL
Saison précédente Saison suivante
La saison 1972-1973 est la 21e et avant-dernière saison de la Western Hockey League. Six équipes jouent 72 matchs de saison régulière à l'issue de laquelle les Roadrunners de Phoenix sont sacrés champions de la Coupe du président.

## Saison régulière

### Classements
| Clt   | Équipe                     | PJ | V  | D  | N  | BP  | BC  | Pts |
| ----- | -------------------------- | -- | -- | -- | -- | --- | --- | --- |
| +001, | Roadrunners de Phoenix     | 72 | 37 | 26 | 9  | 310 | 250 | 83  |
| +002, | Golden Eagles de Salt Lake | 72 | 32 | 25 | 15 | 288 | 259 | 79  |
| +003, | Gulls de San Diego         | 72 | 32 | 29 | 11 | 239 | 223 | 75  |
| +004, | Spurs de Denver            | 72 | 27 | 32 | 13 | 264 | 275 | 67  |
| +005, | Totems de Seattle          | 72 | 26 | 32 | 14 | 270 | 286 | 66  |
| +006, | Buckaroos de Portland      | 72 | 21 | 39 | 12 | 226 | 287 | 54  |

- En gras : champion de la saison régulière
- En italique : qualifié pour les séries éliminatoires

### Meilleurs pointeurs
| Clt | Joueur         | Équipe    | PJ | B  | A  | Pts |
| --- | -------------- | --------- | -- | -- | -- | --- |
| 1   | Robert Walton  | Seattle   | 72 | 40 | 61 | 101 |
| 2   | Murray Heatley | Phoenix   | 72 | 43 | 55 | 98  |
| 3   | Art Jones      | Portland  | 66 | 34 | 55 | 89  |
| 4   | Lyle Bradley   | Salt Lake | 71 | 29 | 58 | 87  |
| 5   | Ron Huston     | Salt Lake | 72 | 42 | 42 | 84  |
| 6   | Danny Seguin   | Seattle   | 72 | 32 | 47 | 79  |
| 7   | Norm Dennis    | Denver    | 72 | 27 | 50 | 77  |
| 8   | André Hinse    | Phoenix   | 72 | 34 | 42 | 76  |
| 9   | David Dunn     | Seattle   | 63 | 19 | 56 | 75  |
| 10  | Don Borgeson   | Denver    | 71 | 31 | 41 | 72  |
| 11  | Jim Boyd       | Phoenix   | 72 | 22 | 50 | 72  |

## Séries éliminatoires
Les quatre premières équipes de la saison régulière sont qualifiées pour les séries : le premier rencontre le troisième, le deuxième rencontre le quatrième et les vainqueurs jouent la finale. Toutes les séries sont jouées au meilleur des 7 matchs.
|  | Demi-finales | Demi-finales               | Demi-finales | Demi-finales               |   |                        | Finale | Finale | Finale | Finale |
|  |              |                            |              |                            |   |                        |        |        |        |        |
|  |              |                            |              |                            |   |                        |        |        |        |        |
|  | 1            | Roadrunners de Phoenix     | 4            | 4                          |   |                        |        |        |        |        |
|  | 1            | Roadrunners de Phoenix     | 4            | 4                          |   |                        |        |        |        |        |
|  | 3            | Gulls de San Diego         | 2            | 2                          |   |                        |        |        |        |        |
|  | 3            | Gulls de San Diego         | 2            | 2                          | 1 | Roadrunners de Phoenix | 4      | 4      |        |        |
|  |              |                            |              |                            | 1 | Roadrunners de Phoenix | 4      | 4      |        |        |
|  |              |                            | 4            | Golden Eagles de Salt Lake | 0 | 0                      |        |        |        |        |
|  | 2            | Golden Eagles de Salt Lake | 4            | Golden Eagles de Salt Lake | 0 | 0                      | 4      | 4      |        |        |
|  | 2            | Golden Eagles de Salt Lake |              |                            |   |                        |        | 4      |        |        |
|  | 4            | Spurs de Denver            | 1            | 1                          |   |                        |        |        |        |        |
|  | 4            | Spurs de Denver            | 1            | 1                          |   |                        |        |        |        |        |

## Récompenses

### Trophée collectif
| Coupe Lester Patrick : Vainqueurs des séries | Roadrunners de Phoenix |

### Trophées individuels
| Outstanding Goalkeeper Award : Meilleur gardien | Ken Broderick, Gulls de San Diego      |
| Leading Scorer Award : Meilleur pointeur        | Robert Walton, Totems de Seattle       |
| George Leader Cup : Meilleur joueur             | Ken Broderick, Gulls de San Diego      |
| Rookie Award : Meilleure recrue                 | Ron Huston, Golden Eagles de Salt Lake |
| Fred J. Hume Cup : Joueur le plus gentilhomme   | Andrew Hebenton, Buckaroos de Portland |
| Hal Laycoe Cup : Meilleur défenseur             | David Dunn, Totems de Seattle          |

### Équipe d'étoiles
Les six joueurs suivants sont élus dans l'équipe d'étoiles :
- Gardien : Ken Broderick, Gulls de San Diego
- Défenseur : David Dunn, Roadrunners de Phoenix
- Défenseur : John Miszuk, Gulls de San Diego
- Ailier gauche : 
  - Dan Seguin, Totems de Seattle
  - André Hinse, Roadrunners de Phoenix
- Centre : Robert Walton, Totems de Seattle
- Ailier droit : Murray Heatley, Roadrunners de Phoenix